# 李路明
李路明（1968年2月—），山東桓台人，中华人民共和国教育家。曾任清華大學航天航空學院副院長、院長，清华大学副校長。現任中共清華大學黨委副書記、清華大學校長。

## 简历
1991年毕业于清华大学机械工程系，1996年取得清华大学机械工程系博士学位。
2023年12月，獲任命為清華大學校長。